# Unité des fusiliers de la Sitch
Vous pouvez aider à l'améliorer ou bien discuter des problèmes sur sa page de discussion.
- Il ne cite pas suffisamment ses sources. Vous pouvez indiquer les passages à sourcer avec {{référence nécessaire}} ou {{Référence souhaitée}}, et inclure les références utiles en les liant aux notes de bas de page. (Marqué depuis août 2024)
- Certaines informations devraient être mieux reliées aux sources mentionnées dans la bibliographie ou les liens externes. Améliorez sa vérifiabilité en les associant par des références. (Marqué depuis août 2024)

- Archive Wikiwix
- Bing
- Cairn
- DuckDuckGo
- E. Universalis
- Gallica
- Google
- G. Books
- G. News
- G. Scholar
- Persée
- Qwant
- (zh) Baidu
- (ru) Yandex
- (wd) trouver des œuvres sur Wikidata

Pour les articles homonymes, voir Sietch (homonymie).
L'Unité des fusiliers de la Sitch (en ukrainien : Січові Стрільці, Sitchovi Stril'tsi) fut une unité régulière de l'Armée populaire ukrainienne qui fonctionna sous différentes formes organisationnelles de 1914 à 1919.

## Création
La première unité était voulue par l'Assemblée des notables ukrainien de Galicie et soutenue par l'Armée de terre austro-hongroise qui limita la taille de l'unité à deux mille soldats pour éviter de former une armée ukrainienne. Elle fut soutenue et organisée par des formations comme Plast et des personnalités comme Olena Stepaniv, Hanna Dmyterko, Yevhen Konovalets des étudiants de Lviv.

### Post révolution de février

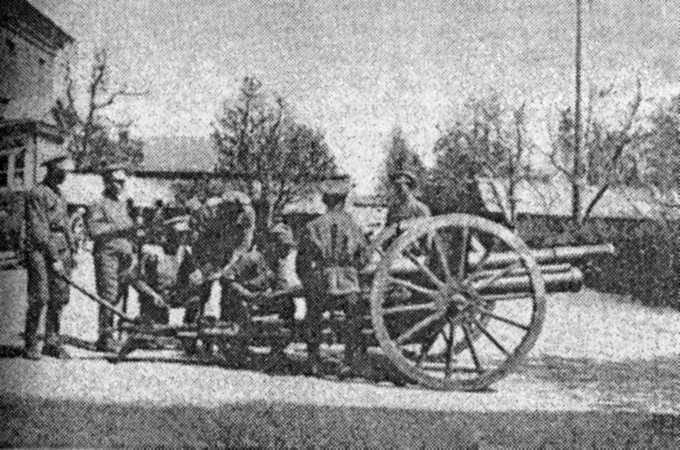
Soldats des fusiliers de la Sitch durant la guerre d’indépendance ukrainienne.

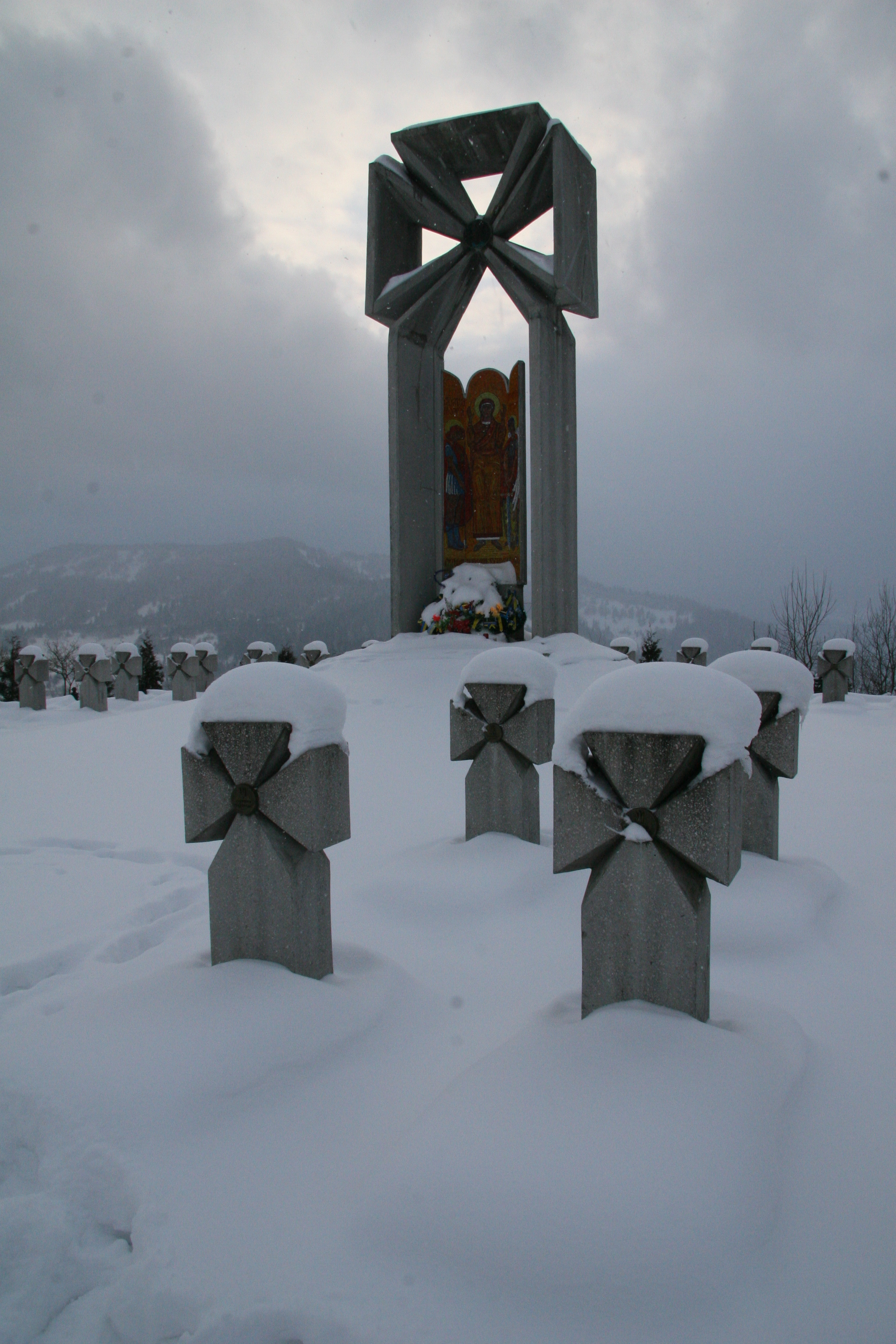
mémorial aux fusiliers du Sitch, classé à Makivka.

L'unité des fusiliers de la Sitch fut créée à Kiev le 13 novembre 1917 par un comité. Ses premières recrues furent d'anciens soldats de l'Armée austro-hongroise, échappés des camps de prisonniers de guerre russes. Ils s'établirent à Kiev pour participer à la mise en place d'un État ukrainien. À la fin du mois de janvier 1918, l'unité est organisée en trois compagnies respectivement commandées par les capitaines Roman Souchko, Ivan Chmola et Vasyl Kuchabsky. Sous le commandement du colonel Yevhen Konovalets l'unité défendit Kiev contre une insurrection bolchévique. Plus tard elle fit face aux forces d'invasion bolchéviques et sécurisa la retraite du gouvernement de la République populaire ukrainienne vers Jytomyr. Après la reprise de Kiev le 1er mars 1918, l'unité fut assignée à garder les institutions publiques et à préserver l'ordre public dans la ville.
Lorsque l'hetman Pavlo Skoropadsky arriva au pouvoir le 29 avril 1918 par un coup d'État, l'unité refusa de lui obéir et fut désarmée par les troupes allemandes. Les soldats du régiment s'associèrent à d'autres unités militaires, notamment celle de Petro Bolbochan dans son Second régiment Zaporogue, ou à des milices. Plus tard, avec le consentement de l'hetman, un regroupement partiel de l'unité fut autorisé et un détachement fut formé à la fin du mois d'août 1918 à Bila Tserkva. Ce détachement d'environ 1 200 hommes fut divisé en un régiment d'infanterie composé d'une compagnie de mitrailleuse, d'une troupe de reconnaissance, d'une batterie d'artillerie et d'une unité technique.
Le détachement joua un rôle clé dans le renversement de l'hetman Pavlo Skoropadsky en commençant la révolte de Bila Tserkva et en remportant une victoire décisive sur les forces de Pavlo Skoropadsky le 18 novembre à Motovylivka. Durant le siège de Kiev, le détachement se renforça considérablement jusqu'à 11 000 hommes puis jusqu'à 25 000 au début du mois de décembre lorsqu'y furent incorporées deux divisions, celle du Dniepr et celle de la mer Noire. Après la prise de Kiev les 14 et 15 décembre 1918, le détachement fut dissous en plusieurs petites unités.

## Fin
Dans la seconde période de la guerre ukraino-soviétique, à partir de janvier 1919, la division des fusiliers de la Sitch fut divisée en trois groupes de combat, qui se positionnèrent dans plusieurs directions différentes afin de bloquer l'offensive bolchévique sur Kiev. Ayant subi de lourdes pertes en février 1919, la division des fusiliers de la Sitch recula et fut regroupée en tant que Corps des fusiliers de la Sitch comprenant environ 7 000 hommes. Malgré une retraite à Berdytchiv, le Corps continua à se battre dans les régions de Chepetivka et de Kremenets.
En juillet, il fut renommé Groupe des fusiliers de la Sitch et fut affecté au groupe armé du colonel Arnold Wolf pour mener une offensive sur Kiev. Ce Groupe d'environ 8 600 hommes fut composé de six régiments d'infanterie, six régiments d'artillerie, d'un régiment de cavalerie, d'une unité automotrice, et de plusieurs trains blindés. Après des combats sur le chemin de Korosten, le groupe regagna Chepetivka quand un nouveau front avec Anton Dénikine s'ouvrit.
À la mi-octobre le Corps fut transféré sur ce front. Le groupe subit de lourdes pertes et fut en proie à la maladie. Près de Starokostiantyniv, le 6 décembre 1919, le Corps décida de se démobiliser. Les membres de ce Corps rejoignirent des unités partisanes, d'autres furent internés par les Polonais dès le printemps 1920.

## En images

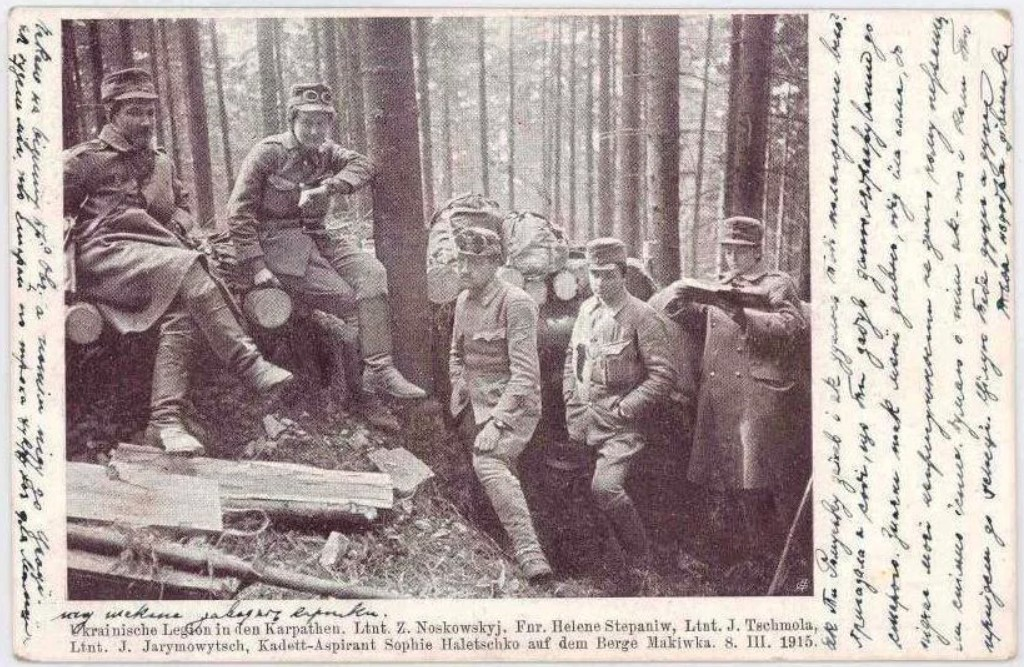
En 1916 Zenon Noskovskyi, Olena Stepaniv, Ivan Tchomla, Ossyp Iarymovytch et Sofia Halechko combattants sur le mont Makivka.
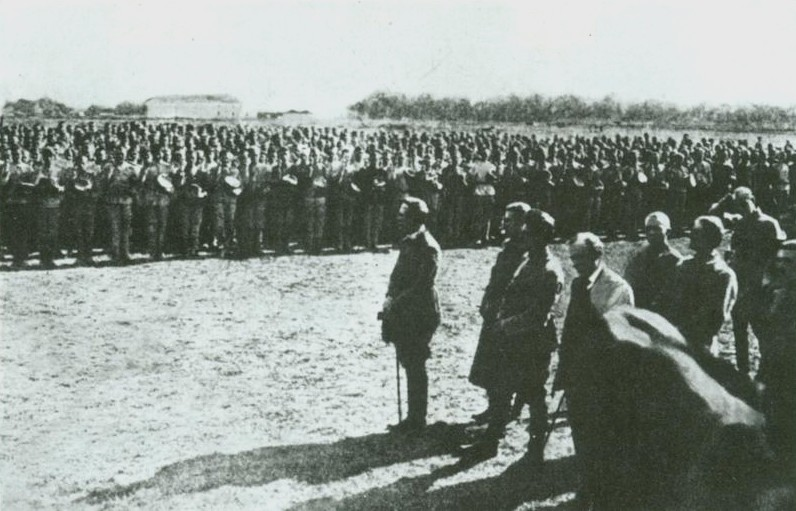
L'ataman Symon Petlioura et le colonel Konovalets à Starokostiantyniv lors de l'été 1919.
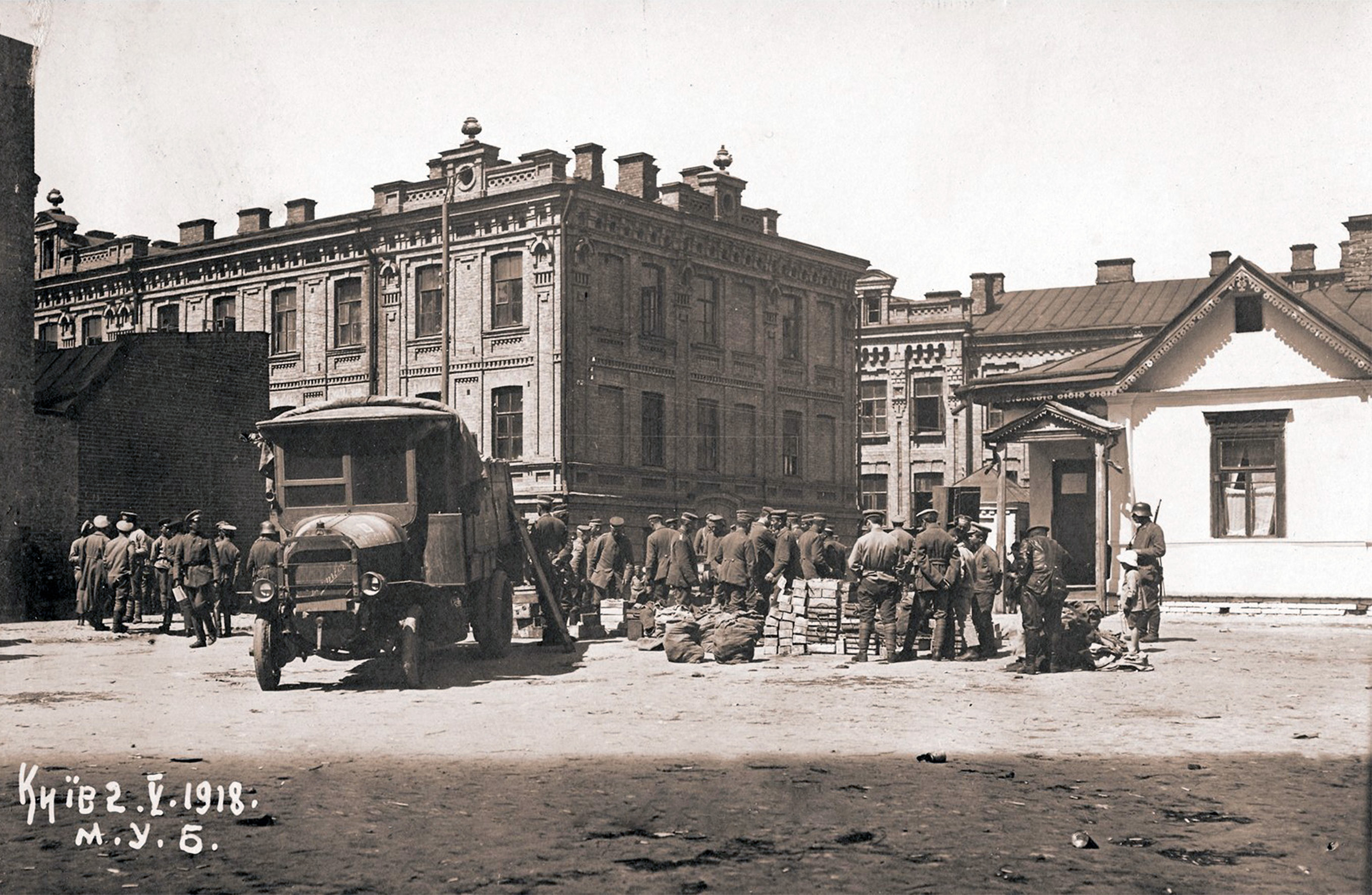
Désarment de l'unité à Kiev.